# Adam Odzimek
Adam Odzimek (* 7. Oktober 1944 in Radom; † 13. März 2022 ebenda) war ein polnischer römisch-katholischer Geistlicher und Weihbischof in Radom.

## Leben
Adam Odzimek besuchte zunächst die Schule in Złoty Stok und ab 1952 die Schule in Radom. Nachdem er 1962 am Władysław-Sirokomla-Gymnasium in Radom das Abitur erlangt hatte, studierte er Philosophie und Katholische Theologie am Priesterseminar in Sandomierz. 1964 leistete Odzimek Wehrdienst in Gubin und Oppeln. Danach setzte er sein Studium fort. Am 31. Mai 1969 empfing er in der Kathedrale von Sandomierz durch den Apostolischen Administrator von Sandomierz, Bischof Piotr Gołębiowski, das Sakrament der Priesterweihe.
Odzimek war zunächst kurzzeitig als Kaplan der Pfarrei St. Andreas Bobola in Bardzice tätig, bevor er Pfarrvikar der Pfarrei St. Nikolaus in Szewna wurde. 1972 setzte Adam Odzimek seine Studien an der Katholischen Universität Lublin fort, an der er 1974 einen Magister erwarb und 1978 mit der Arbeit Hellenistyczna i judaistyczna literatura o męczennikach a Łukaszowy opis męki Jezusa („Die hellenistische und judaistische Märtyrerliteratur im Vergleich zur lukanischen Beschreibung der Passion Jesu“) zum Doktor der Theologie im Fach Bibelwissenschaft promoviert wurde. Parallel zu seinem Studium wirkte er als Aushilfspriester in Skotniki (1973) und Modliborzyce (1976) sowie in den Pfarreien St. Johannes der Täufer in Białaczów (1977) und Herz Jesu in Skarżysko-Kamienna (1977–1978). Anschließend lehrte Adam Odzimek am Priesterseminar in Sandomierz, bevor er 1980 zur Vertiefung seiner Studien nach Rom entsandt wurde. 1983 erlangte er am Päpstlichen Bibelinstitut ein Lizenziat im Fach Biblische Exegese. Während seiner Studienzeit in Rom war er Alumne des Päpstlichen Polnischen Kollegs. Nach einer Studienreise durch das Heilige Land kehrte Odzimek 1984 in seine Heimat zurück und wurde erneut Professor für Neues Testament und Biblische Theologie am Priesterseminar in Sandomierz sowie am Theologischen Institut in Radom.
Papst Johannes Paul II. ernannte ihn am 3. April 1985 zum Weihbischof im Bistum Sandomierz-Radom und gleichzeitig zum Titularbischof von Tadamata. Die Bischofsweihe spendete ihm am 13. Mai 1985 der Erzbischof von Warschau, Józef Kardinal Glemp, vor der Konkathedrale St. Casimir in Radom; Mitkonsekratoren waren Edward Materski, Bischof von Sandomierz-Radom, und Stanisław Szymecki, Bischof von Kielce. Sein Wahlspruch lautete Ne deficiant fides caritasque („Auf dass Glaube und Liebe stark seien“). Als Weihbischof war Adam Odzimek Generalvikar des Bistums Sandomierz-Radom. 1986 wurde er zudem Erzdiakon der Kathedrale von Sandomierz und Domdechant des Domkapitels St. Casimir in Radom. Ferner gehörte er dem Priesterrat, dem Konsultorenkollegium und dem Diözesanvermögensverwaltungsrat des Bistums Sandomierz-Radom an. In der Polnischen Bischofskonferenz war Odzimek von 1988 bis 1998 Vorsitzender der Kommission für die Nüchternheit.
Mit der Aufteilung des Bistums Sandomierz-Radom am 25. März 1992 wurde Adam Odzimek Weihbischof in Radom. Zusätzlich wirkte er als Generalvikar des Bistums Radom. Außerdem lehrte Odzimek weiterhin am Priesterseminar und am Theologischen Institut in Radom. Seine Forschungsschwerpunkte waren die Synoptischen Evangelien und die Schriften des Evangelisten Johannes. Am 28. April 2000 verlieh ihm die Gmina Wieniawa die Ehrenbürgerwürde.
Papst Franziskus nahm am 7. Oktober 2019 sein altersbedingtes Rücktrittsgesuch an. Adam Odzimek starb im März 2022 im Alter von 77 Jahren an den Folgen einer langjährigen Krebserkrankung.